# 丁加洛

丁加洛在丰盛港县的位置

丁加洛是一個位于马来西亚柔佛州丰盛港县的巫金，地面面積約178平方公里（包括克倫加島（Kerengga Island）和利郎島（Lilang Island）），建有11座市鎮
。